# Michelle Keegan
Michelle Elizabeth Benson Keegan (née le 3 juin 1987 à Stockport, dans le Grand Manchester), est une actrice et un mannequin britannique. Elle est surtout connue pour avoir joué le rôle Tina McIntyre dans le soap opéra britannique Coronation Street (2008-2014). En 2015 et 2016, elle joue le rôle de Tracy dans les deux saisons de la série dramatique britannique Ordinary Lies (en).

## Biographie
Michelle naît à Stockport, dans le Grand Manchester, d'un père britannique, Michael Keegan, et d'une mère originaire du Gibraltar, Jacqueline Keegan. Elle étudie au lycée St Patrick's RC High School de Salford, ainsi qu'à la Manchester School of Acting. Elle travaille pour Selfridges, ainsi que comme agent de bord à l'aéroport de Manchester. Elle a un jeune frère, prénommé Andrew Michael Keegan (né en 1989).

## Carrière
En fin d'année 2007, à l'âge de 20 ans, Michelle assiste à sa deuxième audition et obtient le rôle de Tina McIntyre dans le soap opéra britannique Coronation Street. Elle quitte le feuilleton en mai 2014, après avoir interprété son rôle pendant six ans. En 2009, elle joue dans la série irlandaise Anonymous. Entre 2011 et 2015, elle est élue de nombreuses fois « la femme la plus sexy du monde » par de nombreux magazines, malgré de très nombreuses chirurgies esthétiques et sa petite taille (1 m 55). Depuis 2015, elle joue le rôle de Tracy dans la série dramatique britannique Ordinary Lies.

## Vie privée
Michelle Keegan fréquente l'acteur britannique Anthony Quinlan (en) de 2006 à 2008, et le mannequin britannique Brad Howard de 2008 à 2010. En décembre 2010, trois mois après sa séparation d'avec Brad Howard, Michelle Keegan commence à fréquenter Max George, membre du groupe britannique The Wanted – avec qui elle se fiance en juin 2011. Cependant, ils se séparent en juillet 2012.
Depuis décembre 2012, elle est la compagne de l'animateur de télévision britannique Mark Wright. Après s'être fiancés en septembre 2013, ils se marient le 24 mai 2015 à Bury St Edmunds,. En décembre 2024, le couple annonce attendre son premier enfant. Le 12 mars 2025, le couple annonce sur Instagram la naissance de leur petite fille, Palma Elizabeth Wright.

## Filmographie

### À la télévision
- 2008-2014 : Coronation Street : Tina McIntyre
- 2008 : Coronation Street: Out of Africa : Tina McIntyre
- 2009 : Red Dwarf : Elle-même
- 2010 : The Jeremy Kyle Show (en) : Tina McIntyre
- 2013 : Lemon La Vida Loca : elle-même
- 2015 : Ordinary Lies : Tracy
- 2016-2020 : Molly, une femme au combat (Our Girl) : Georgie Lane
- 2017 : Tina and Bobby (en) : Tina
- 2017 : The Keith & Paddy Picture Show (en) : Princesse Leia
- 2019-2021 : Brassic : Erin
- 2023 : Ten Pound Poms
- 2024 : Double Piège : Maya Burkett

### Au cinéma
- 2018 : Strangeways Here We Come (en) de Chris Green : Demi

## Théâtre
- 2014-2015 : Peter Pan : Fée Clochette